# Prinzipalmarkt

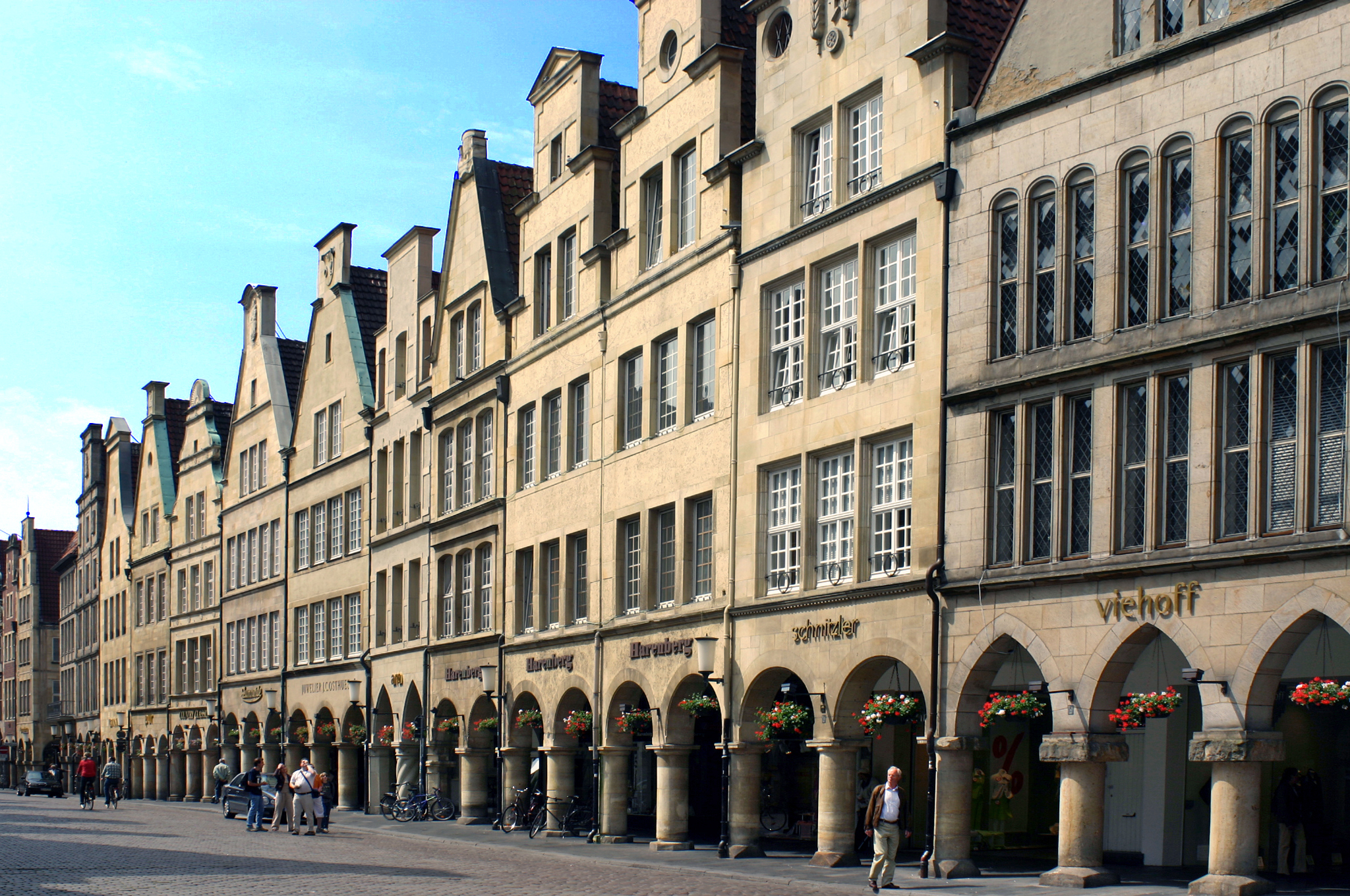
Häuserzeile mit Bogengängen am Prinzipalmarkt (2005)

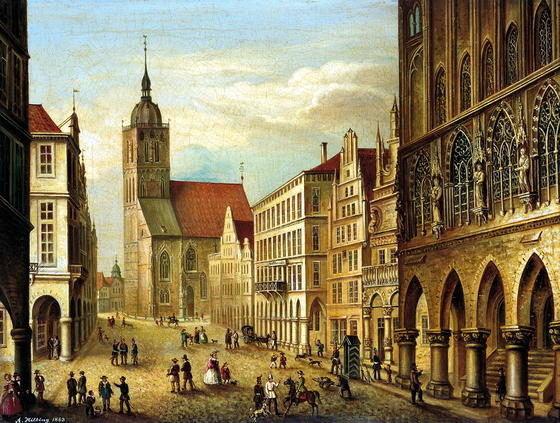
Ölgemälde Prinzipalmarkt von August Hilbig, 1863

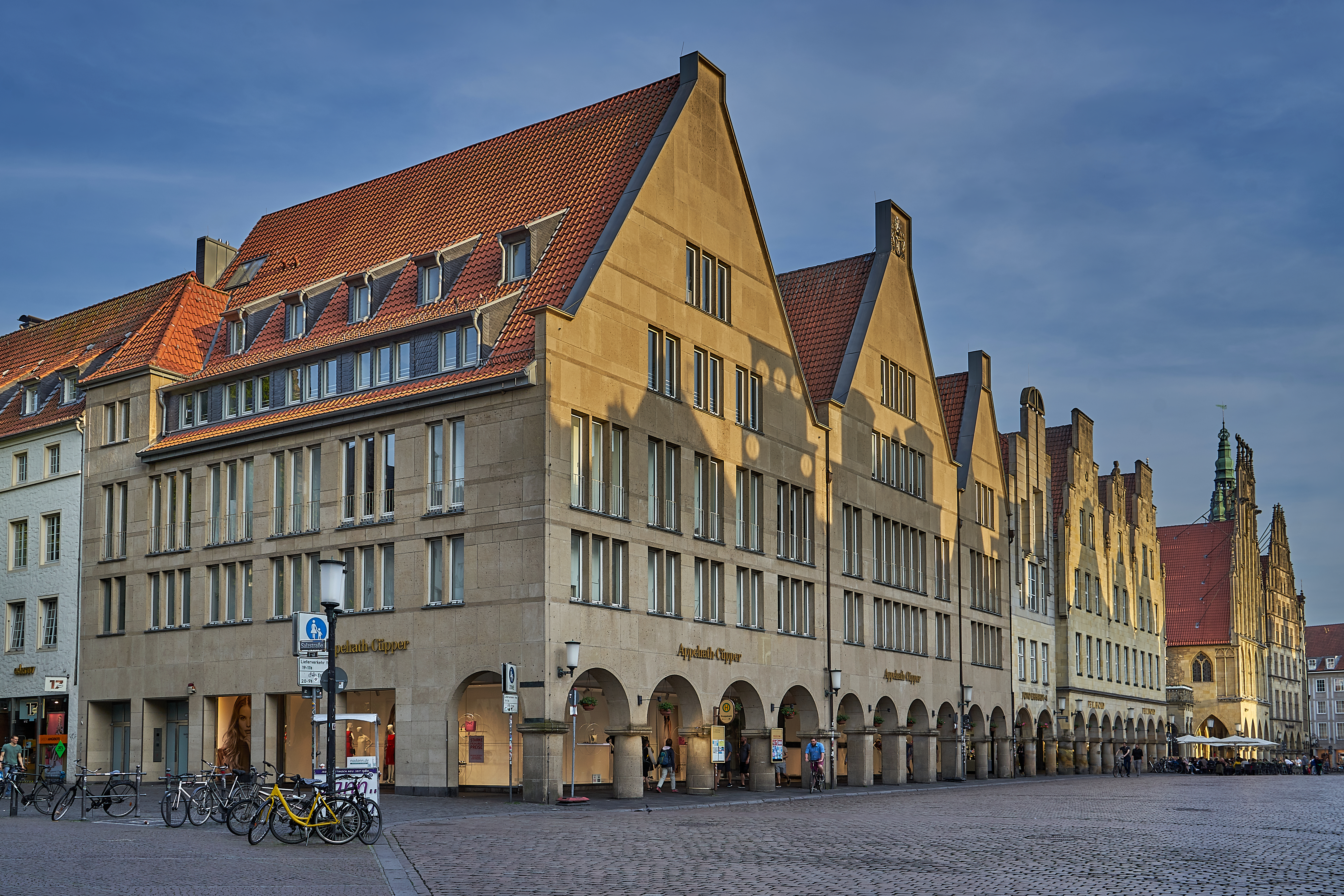
Prinzipalmarkt aus Richtung Drubbel gesehen (2019)

Der Prinzipalmarkt ist ein Straßenzug in Münster. Der Name bedeutet Hauptmarkt, im Unterschied zum Roggenmarkt und Fischmarkt, die im weiteren Verlauf der Straße folgen. Der Prinzipalmarkt dokumentiert mit seinem Grundriss und der Bebauung die geschichtliche und bauliche Entwicklung des wirtschaftlichen und politischen Zentrums von Münster. 
Als Denkmalbereich hat der Prinzipalmarkt objektübergreifenden Ensembleschutz. Er wird auch als „gute Stube“ Münsters bezeichnet.

## Erscheinungsbild

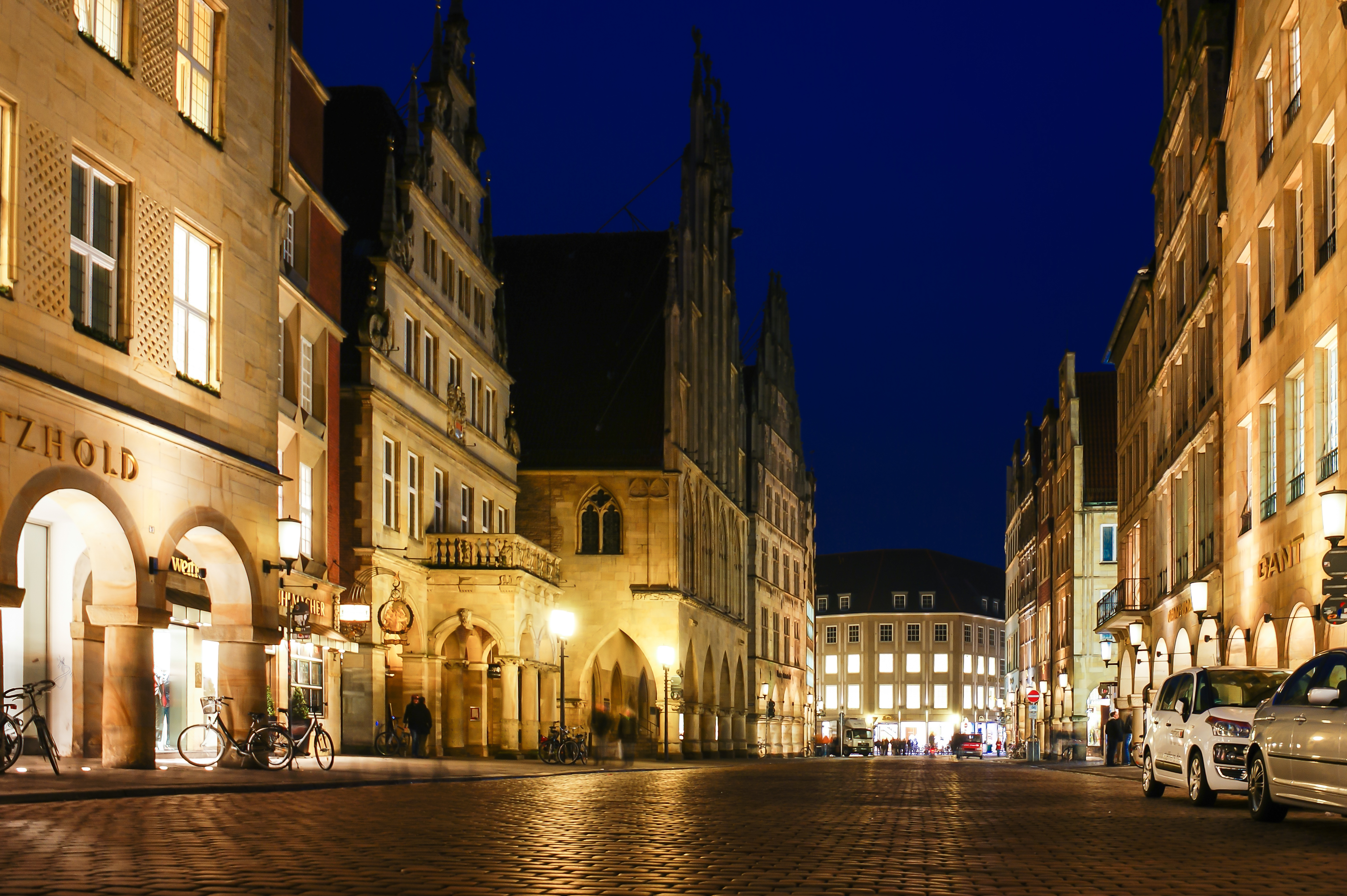
Prinzipalmarkt bei Nacht (2013)

Das Erscheinungsbild der Prinzipalmarktbebauung wird beidseitig durch gereihte Giebelhäuser geprägt. Die einzige Unterbrechung stellt der Michaelisplatz dar, der Durchbruch zum Domplatz. Eine Besonderheit des Prinzipalmarktes ist, dass kein Giebel dem anderen gleicht. Teilweise haben die damaligen Architekten sich von den anderen Giebeln inspirieren lassen, dennoch hat jeder seine eigene Vorstellung umgesetzt und so dem Prinzipalmarkt seine Form gegeben. An der Nordseite wird der Platz durch den Turm der Lambertikirche abgeschlossen, an der Südseite durch den Stadthausturm.
Wesentliches Gestaltungselemente des Prinzipalmarktes sind der für die Fassadengestaltung verwendete, münstertypische Baumberger Sandstein und der Bogengang im Erdgeschoss der Häuser an der Ost- und Westseite des Prinzipalmarktes. Das bekannteste Gebäude der Marktstraße ist das historische Rathaus. Daran schließen sich das Stadtweinhaus sowie das Geschäftshaus Prinzipalmarkt 5 an.
2006 erreichte der Prinzipalmarkt in der ZDF-Sendung Unsere Besten – Die Lieblingsorte der Deutschen den vierten Platz.

## Geschichte

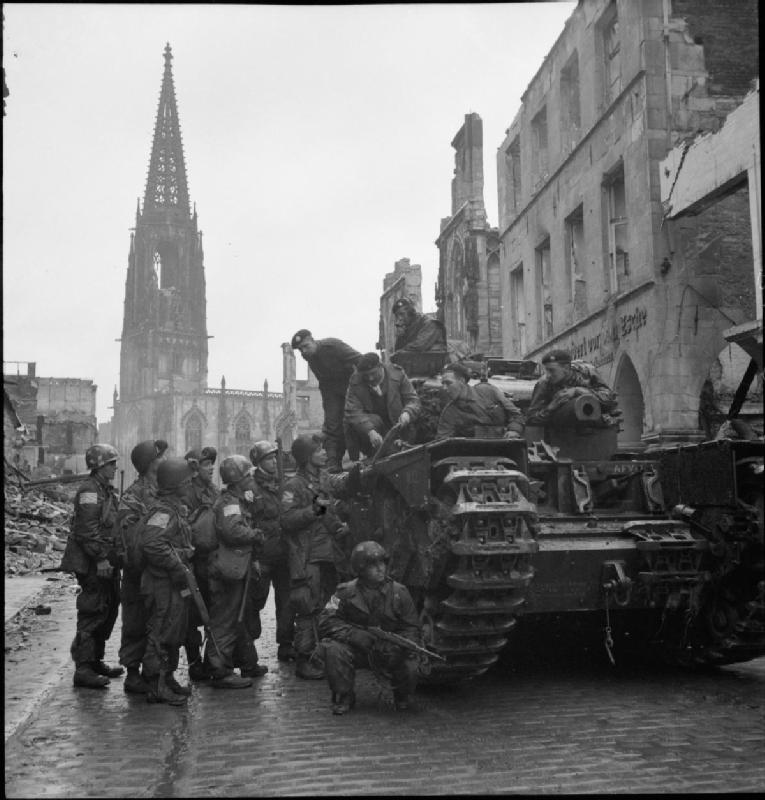
Besatzungstruppen Anfang April 1945 auf dem zerstörten Prinzipalmarkt

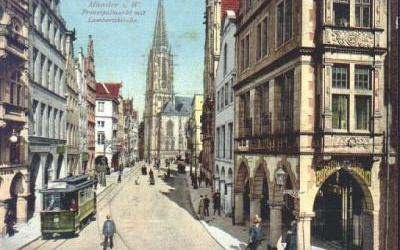
Postkarte vom Prinzipalmarkt, 1919, mit Straßenbahn-Triebwagen

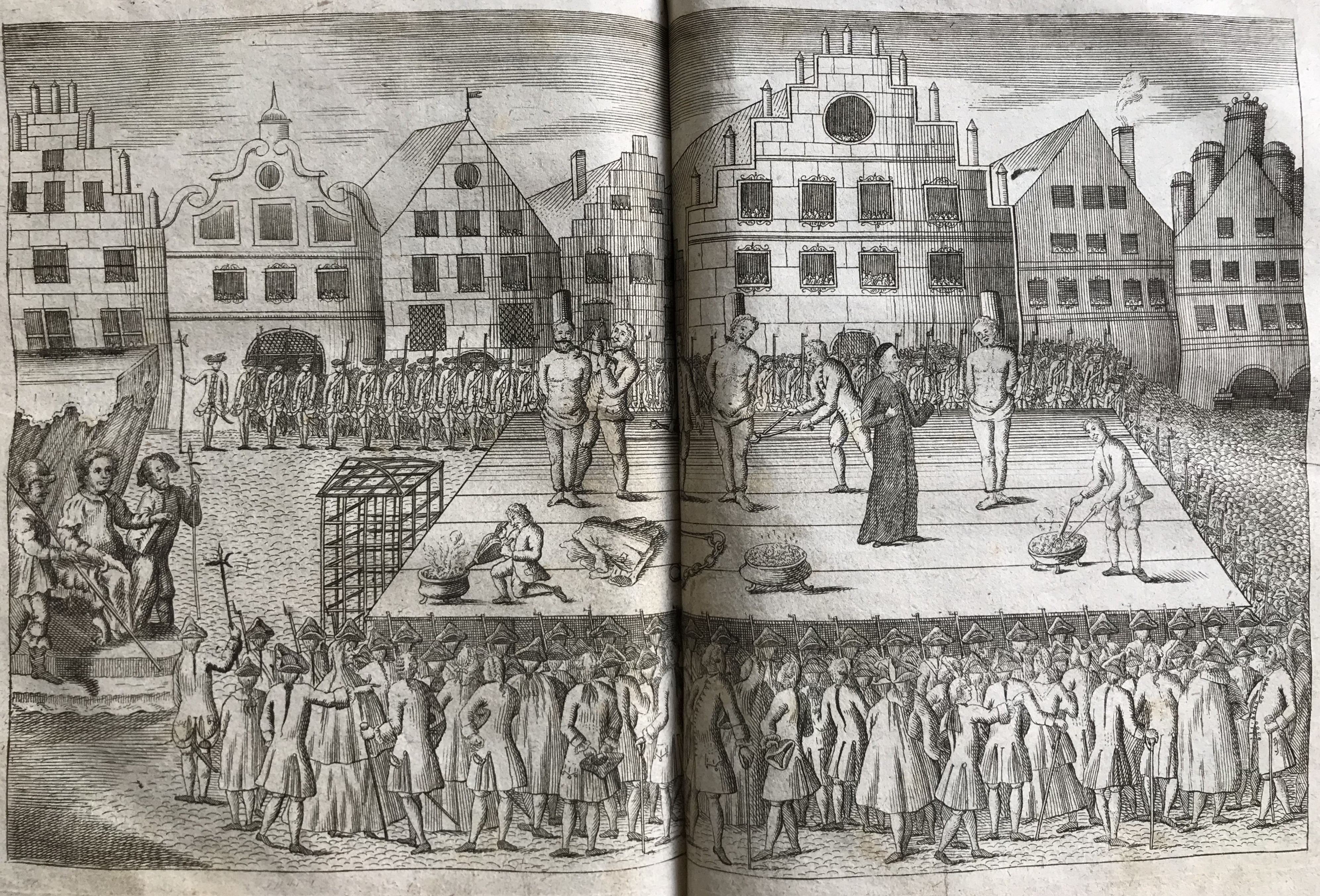
Hinrichtung der Anführer der Wiedertäuferbewegung von Münster. Kupferstich aus Hermann von Kerstenbroichs Werk „Die Raserei der Wiedertäufer welche Münster die berühmte Hauptstadt in Westphalen, zerstöret hat.“

Die Entwicklung als bürgerliche Marktstraße am Rand der Domfreiheit und an der östlichen Domburggrenze begann im 12. Jahrhundert. Eine geschlossene Bebauung gab es vermutlich um 1280. An der Wende vom 13. zum 14. Jahrhundert entstand der den Prinzipalmarkt prägende Bogengang. Die Parzellenstruktur und die Gebäudeanzahl blieb, bis auf wenige Ausnahmen, seit etwa 1500 bis heute im Wesentlichen erhalten. Erst Anfang des 17. Jahrhunderts kam die Bezeichnung Prinzipalmarkt auf.
Im Zweiten Weltkrieg wurden die meisten Gebäude des Prinzipalmarktes völlig, einige bis auf Keller und Erdgeschosslaube zerstört. Durch den etwa zwischen 1947 und 1958 erfolgten Wiederaufbau konnte der Prinzipalmarkt seinen Charakter als Ensemble in Form einer historischen Marktlage wahren. Zwar wurden viele Gebäude gegenüber dem Vorkriegszustand stark verändert, der Wiederaufbau erfolgte allerdings auf den alten Parzellen und unter Verwendung der ursprünglichen Materialien und Gestaltelemente.
Bis zum 25. November 1954 fuhren Straßenbahnen über den Prinzipalmarkt.
Kulturerbe-Nominierungen
Nachdem von der Stadt Münster bereits 2002 sowie im Sommer 2011 angestrebt worden war, für das Rathaus den Status des UNESCO-Weltkulturerbes zu erhalten, wurde im Herbst 2011 die Interessenbekundung zur Aufnahme in die Liste der Weltkulturerbe, die 2015 fortgeschrieben werden soll, bekannt gegeben. Anfang Juli 2012 wurde bekannt, dass die angestrebte Ernennung erneut nicht erreicht werden konnte.
Daher wurde im Anschluss der Versuch gestartet, für den Stadtkern eine Anerkennung als europäisches Kulturerbe zu erreichen. Nominiert werden soll der Altstadtbogen von der Rothenburg bis zum Spiekerhof, welcher für einen Kompromiss zwischen historischer Rekonstruktion und an der Historie angelehnter Neuplanung steht. Zudem wurde die Lambertikirche als eine von 19 „Stätten der Reformation“ von der Kultusministerkonferenz für die Auszeichnung vorgeschlagen. Am 15. April 2015 wurde das historische Rathaus schließlich gemeinsam mit dem von Osnabrück als eine der Stätten des Westfälischen Friedens von der Europäischen Kommission mit dem Europäischen Kulturerbe-Siegel ausgezeichnet.

## Einkaufsmeile

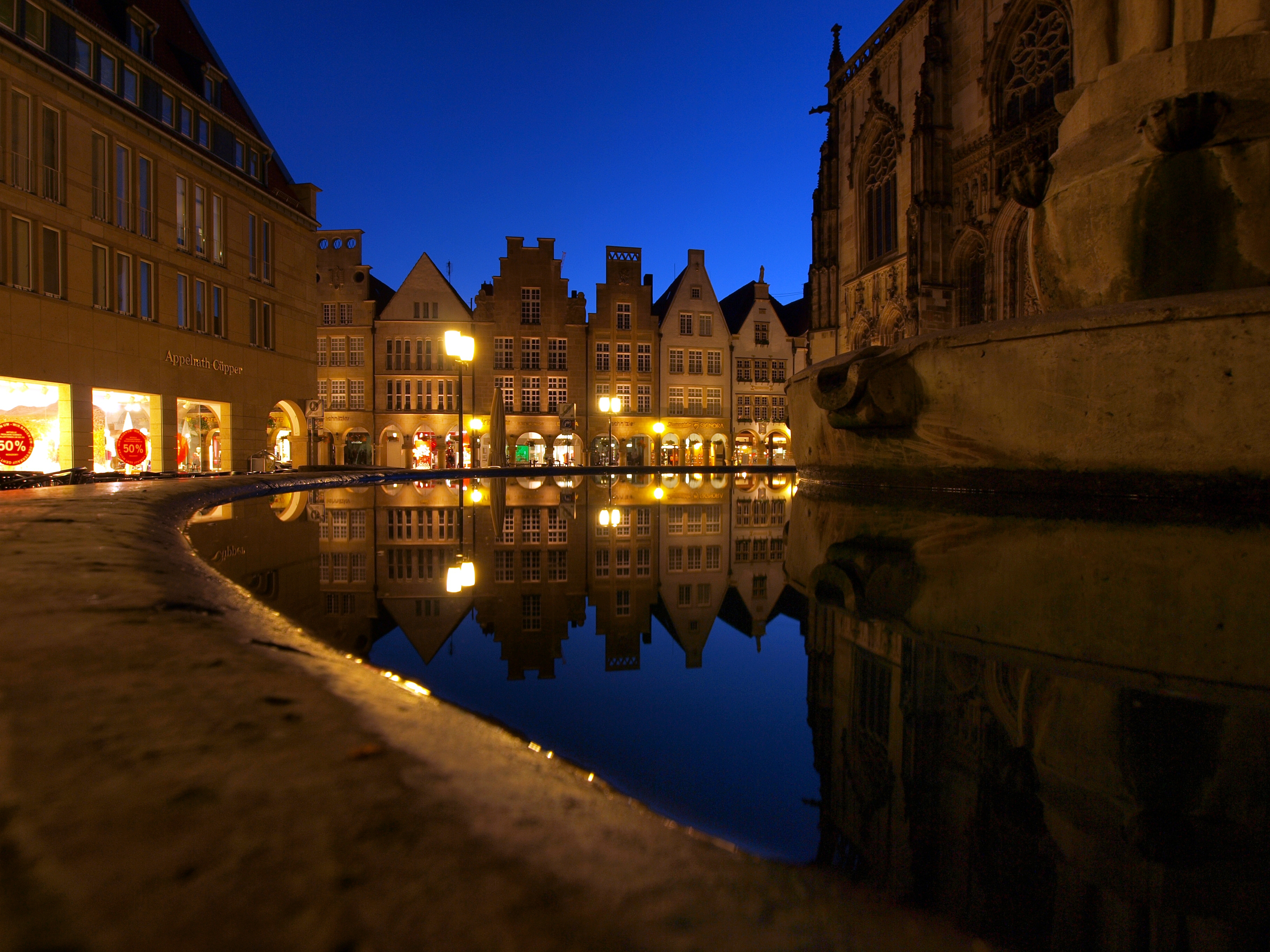
Blick vom Lambertibrunnen auf den Prinzipalmarkt

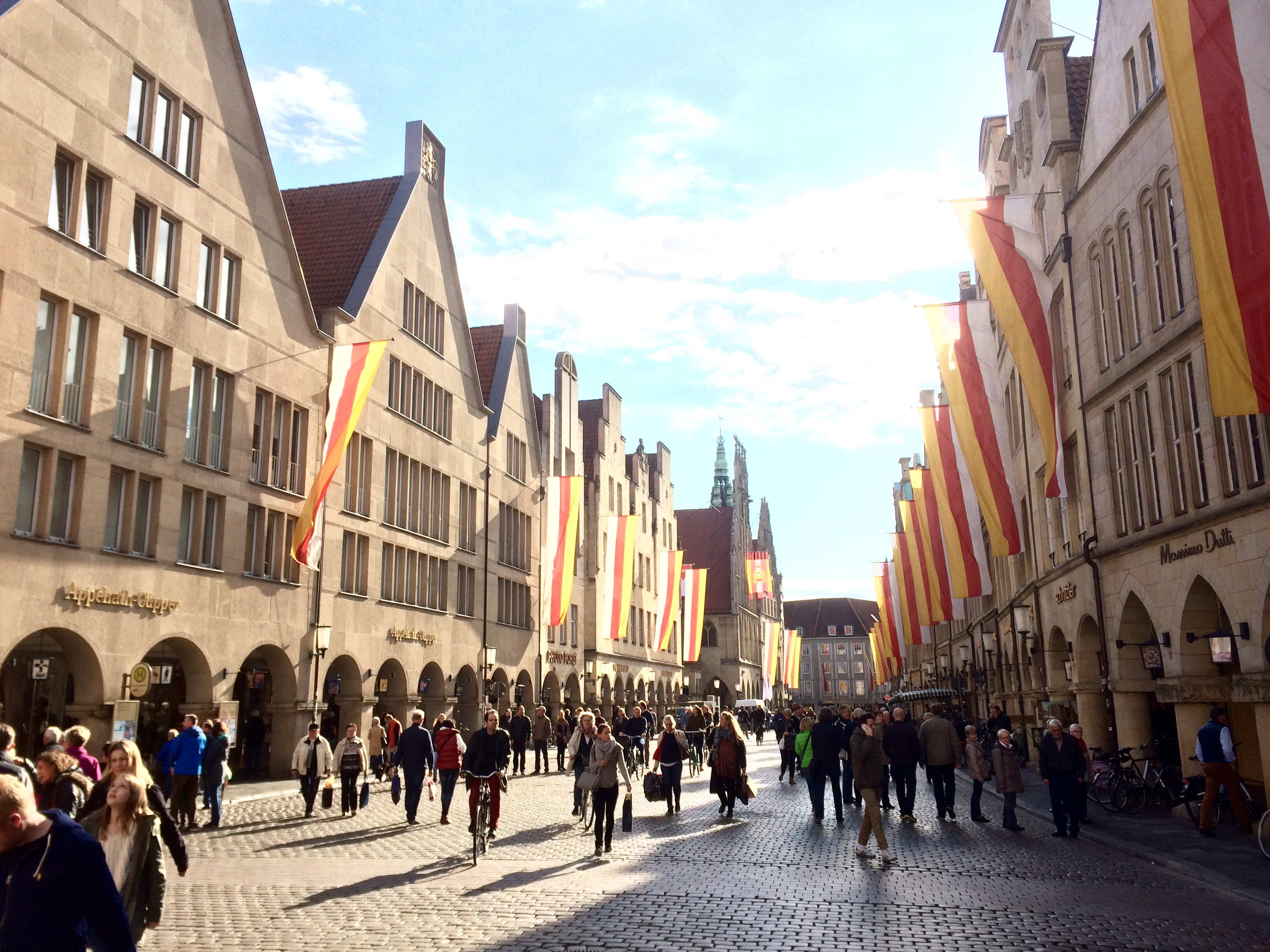
Geschäftstreiben auf dem mit Münster-Fahnen beflaggten Prinzipalmarkt

Durchgängig seit dem 15. Jahrhundert lebten am Prinzipalmarkt hauptsächlich Krämer und Kaufleute. Viele Angebote des örtlichen Einzelhandels sind vor allem am Prinzipalmarkt in den historischen Kaufmannshäusern beheimatet.
Durch den Bau des Einkaufszentrums Münster Arkaden in den Jahren 2004 bis 2006 unweit des Prinzipalmarktes hatten viele Kaufleute ausbleibende Kundschaft befürchtet. Jedoch wurden die Arkaden recht klein gehalten und die dortigen Ladenlokale zum Teil an Münsteraner Kaufleute vergeben. Damit sollte vermieden werden, dass Münster das gleiche Schicksal widerfährt wie Oberhausen durch das CentrO oder Hamm durch das Allee-Center, nämlich das „Aussterben“ der historischen Altstadt.
Mit über 5500 Passanten in der Stunde an einem Samstag war der Prinzipalmarkt nach der Ludgeristraße im Mai 2011 die am zweitstärksten frequentierte Einkaufsstraße Münsters. Nachdem 2010 der neue Einkaufskomplex an der Stubengasse eröffnet wurde, ist die Fußgängerfrequenz am Prinzipalmarkt – verglichen mit 2008 – jedoch um ein Drittel gesunken.

## Geographische Angaben
Der Prinzipalmarkt ist der im Sinne der RWB festgelegte Ortsmittelpunkt. Er ist Nullpunkt bzw. Beginn der Kilometerzählung der über Münster gehenden Bundes- und Landstraßen.
Die Fahrbahnmitte des Prinzipalmarktes vor dem Rathaus hat eine Höhe von 60 m über NN.

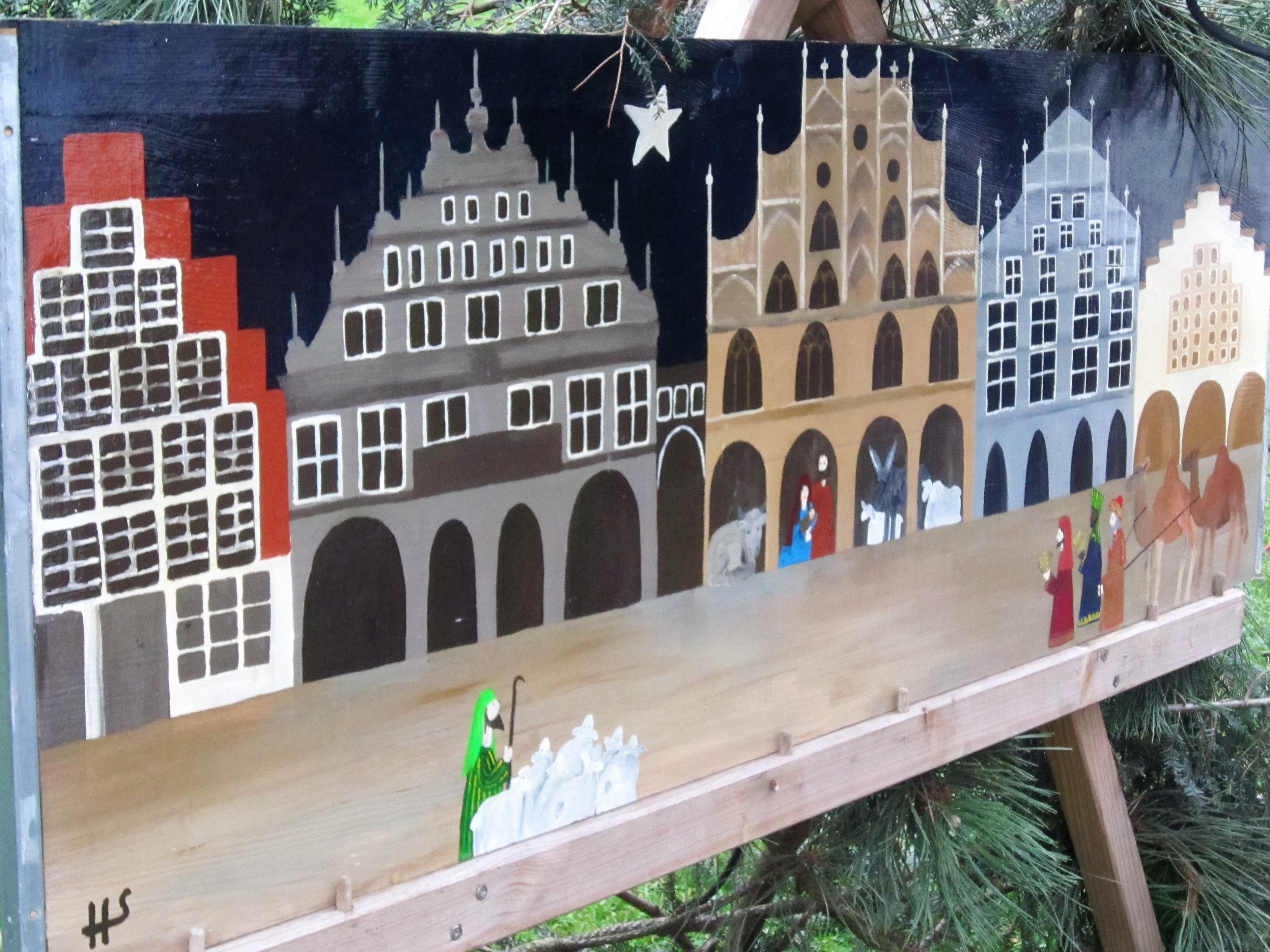
Bild des Prinzipalmarkts als Station des Handorfer Krippenwegs 2017

## Trivia
Während der Fahrradtage  1990 entstand am Prinzipalmarkt unter Federführung des Stadtplanungsamtes eine den Flächenverbrauch im Verkehr darstellende Fotosession.
Auf dem Krippenweg in Münsters Stadtteil Handorf wurde 2017 ein Gemälde ausgestellt, bei dem die weihnachtliche Geburt Jesu am Prinzipalmarkt stattfindet.